# Maison longue amérindienne

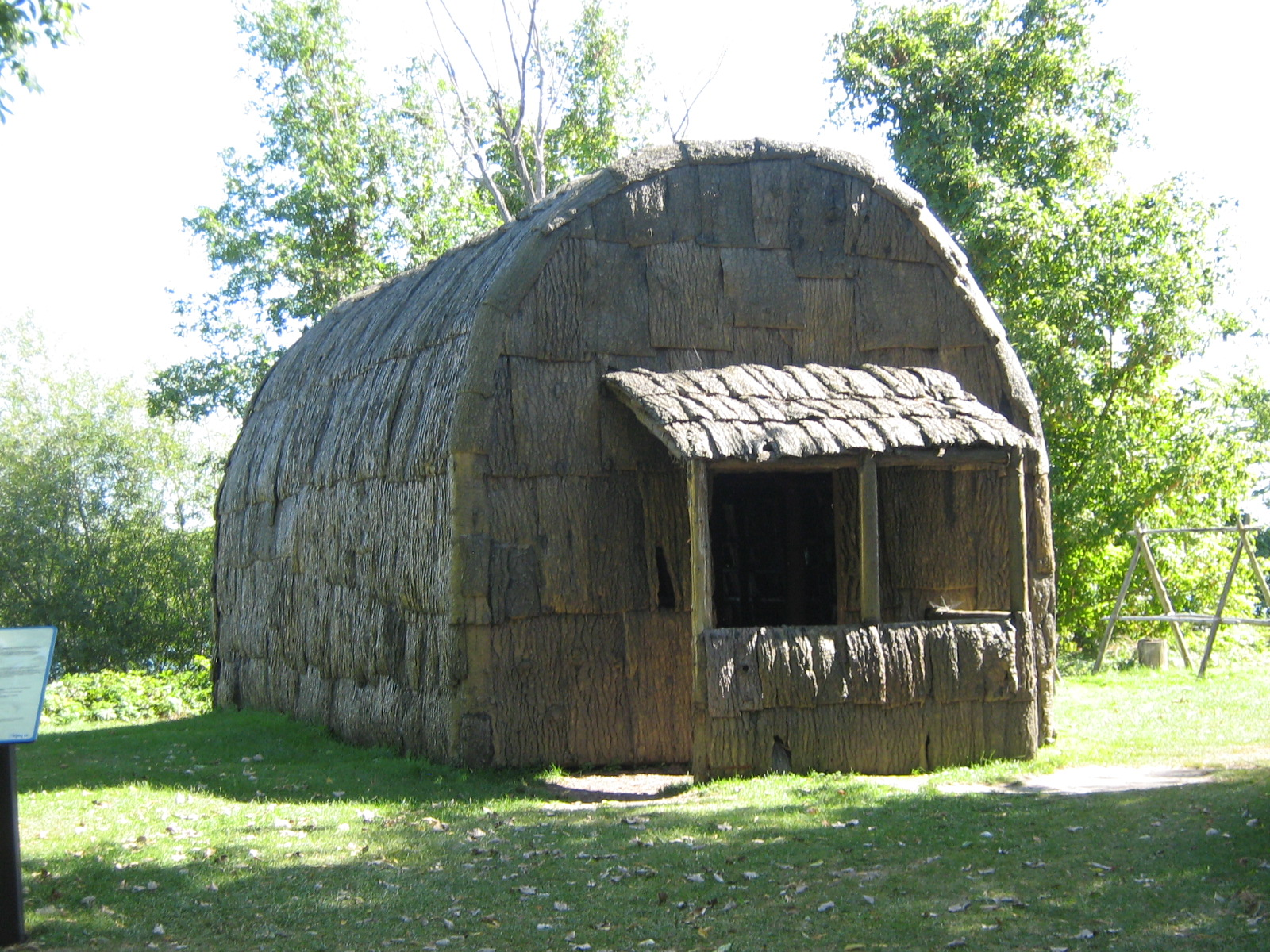
Reconstitution d'une maison longue sur l'île Grosbois.

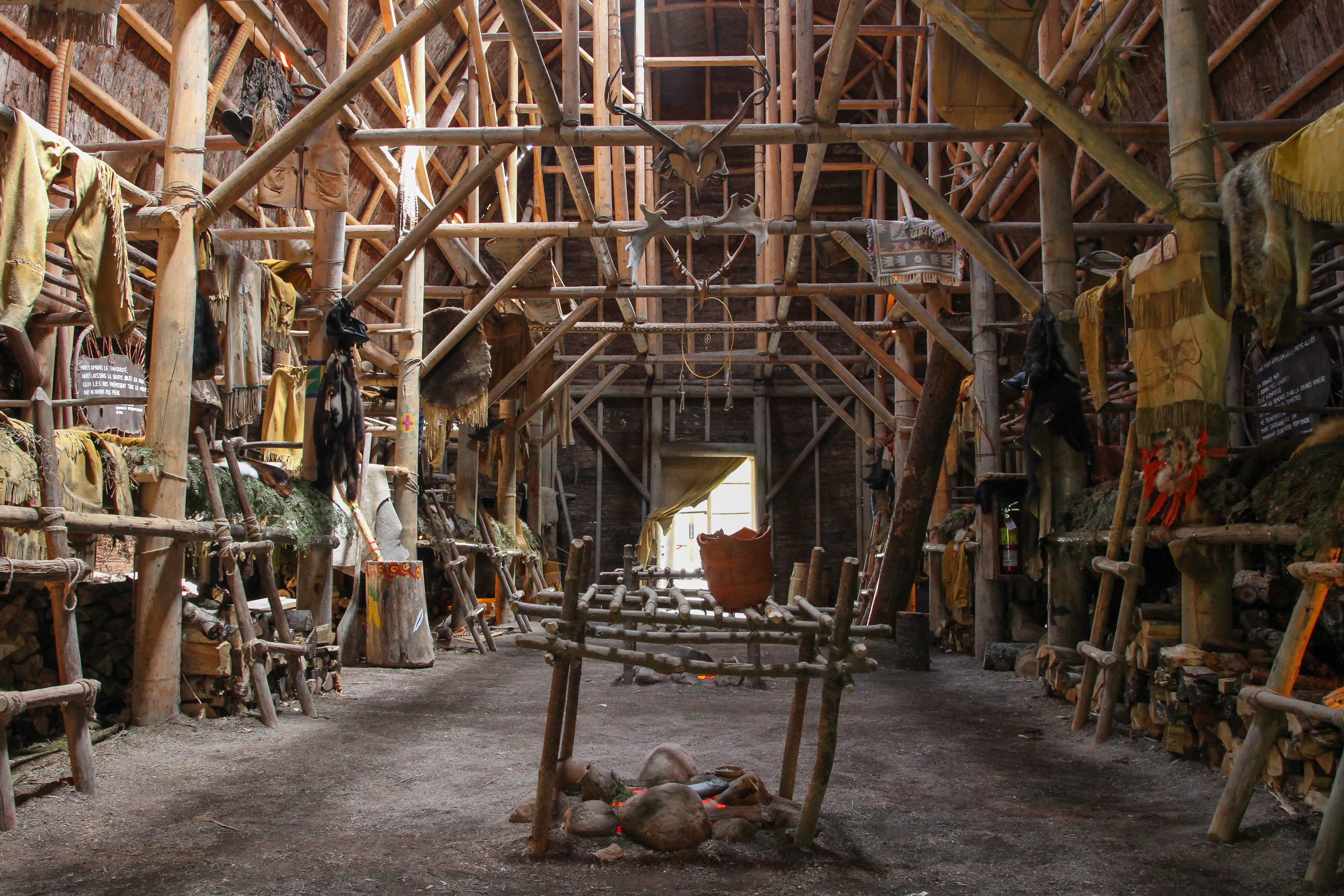
Maison longue sur le site traditionnel huron de Onhoüa chetek8e, Wendake.

Une maison longue amérindienne, est une habitation très traditionnelle des peuples des Premières Nations d'Amérique du Nord (ou Nord-Amérindiens), aussi appelée grande maison sur la Côte pacifique.

## Description

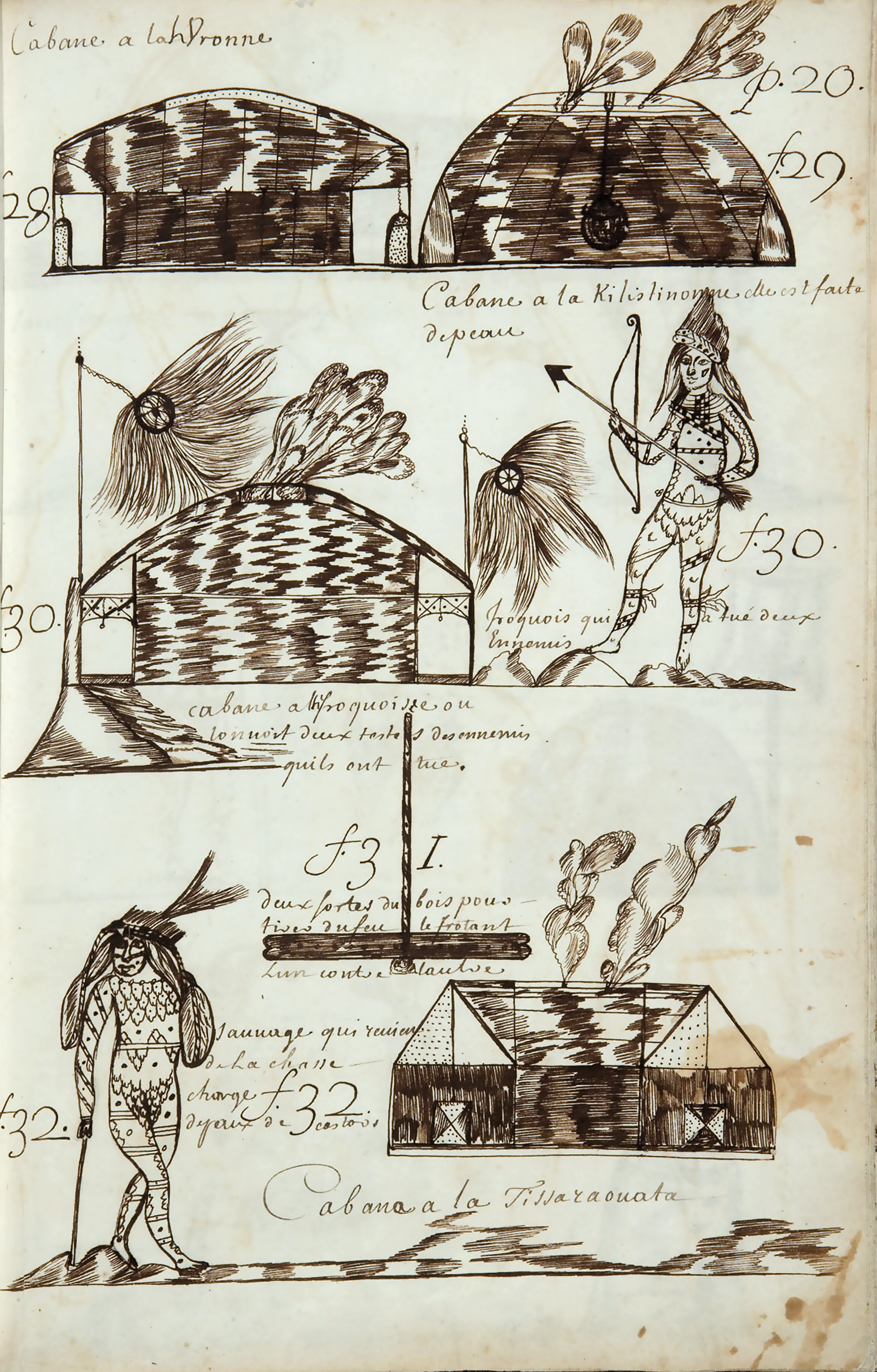
Louis Nicolas a répertorié divers types de cabanes amérindiennes dans son Codex canadensis où l'on reconnaîtra le wigwam huron. Fig. 28 : cabane à la huronne ; fig. 29 : cabane à la Kilistinonne, elle est faite de peaux ; fig. 30 : cabane à l'iroquoise, où l'on voit deux scalpations d'ennemis ; fig. 31 : deux sortes de bois pour faire du feu en les frottant l'un contre l'autre ; fig. 32 : sauvage qui revient de la chasse chargé de peaux de castors ; cabane à la Tissaraouata

Peu après l’an 1000, les groupes iroquoiens se sont mis à vivre de la culture du maïs, de la courge, du haricot et du tabac. Ils passent ainsi de la vie de nomades à une vie de sédentaires, c’est-à-dire qu’ils construisent des villages et développent une organisation sociale sophistiquée. Constatant des rendements agricoles qui s’amenuisent au fil des ans, les Iroquoiens déménagent leurs villages tous les 10 à 30 ans. Le nouvel emplacement est choisi en fonction de la fertilité du sol et de la proximité de cours d’eau et de forêts. Ainsi, la fertilité du sol leur permet de pratiquer l’horticulture, les cours d’eau leur fournissent l’eau potable et des poissons, et les forêts fournissent les ressources nécessaires pour construire et chauffer leur maison. Les villages iroquoiens sont constitués de maisons longues, leur type d’habitation spécifique qui sert de lieu de résidence, de lieu de rencontre collectif et d’entrepôt. Les villages peuvent compter jusqu’à 2 000 habitants et sont entourés de palissades construites avec des pieux plantés en terre pour protéger les Iroquoiens contre des animaux sauvages, des ennemis possibles et des grands vents. 

### Structure

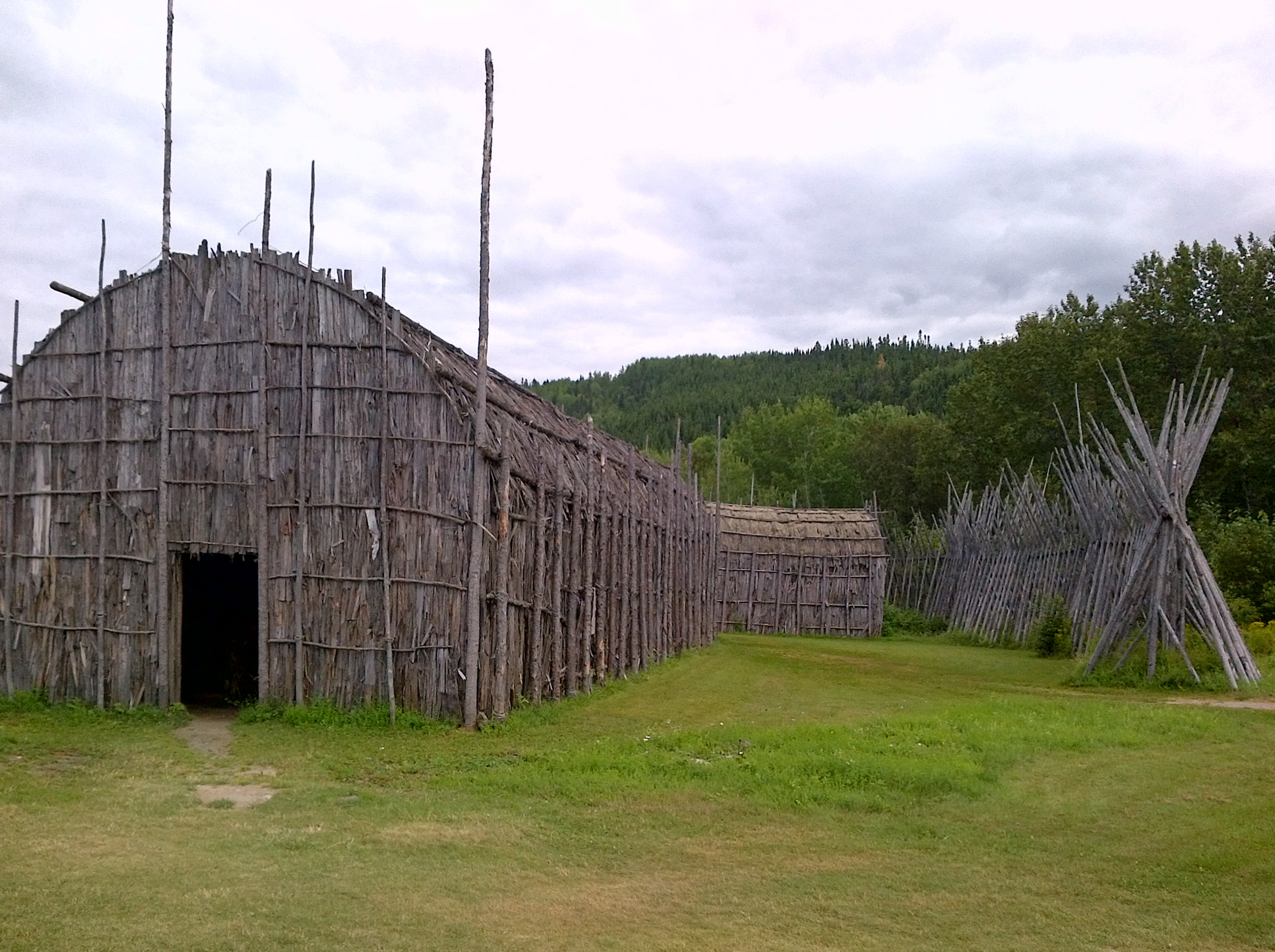
Maison longue huronne reconstituée.

La longueur des maisons longues variait beaucoup selon le nombre de familles qui y habitaient. Certaines maisons longues mesuraient de 25 à 30 mètres, mais des vestiges de maisons longues de 100 mètres ont déjà été retrouvés. En moyenne, elles mesuraient 6-7 mètres de largeur et 5-6 mètres de hauteur. Les recherches archéologiques révèlent que leur longueur variait de 18 à 41 mètres, en fonction du nombre de familles qui y habitaient et de l’utilité du bâtiment. En effet, plusieurs membres d’une même famille nucléaire pouvaient cohabiter dans une maison longue. Pour la construction d’une maison longue, les Iroquoiens plantent des pieux au sol et recourbent la partie du haut en attachant les bouts deux par deux pour former le toit. Plus de 650 pieux peuvent être utilisés lors de la construction d’une maison longue. Pour solidifier la structure, des perches sont installées horizontalement. Ensuite, des sections d’écorce de cèdre ou d’orme sont cousues ensemble pour recouvrir le toit ainsi que pour tapisser les murs. Puisque les maisons longues n’ont pas de fenêtre, des ouvertures sont percées dans le toit pour que la fumée des foyers puisse s’échapper.

### Intérieur

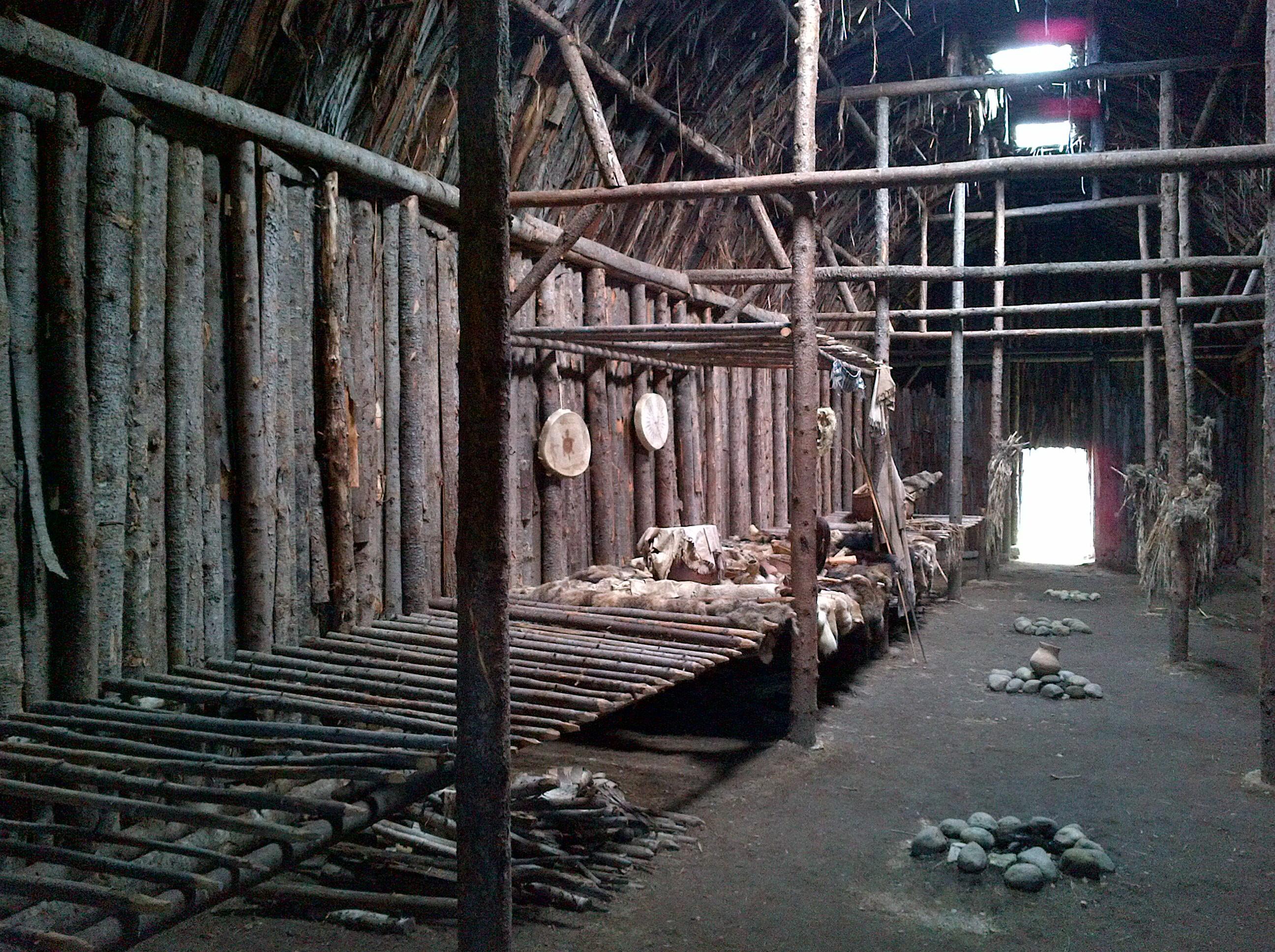
Intérieur d'une maison longue (reconstitution).

Une maison longue pouvait couvrir un espace intérieur d’environ 146 mètres carrés. Le niveau inférieur était composé d’un plancher traversé d’une allée centrale d’environ 3 mètres de large où s’alignent des feux de cuisson. Le plancher cache parfois des fosses qui servent de lieux d’entreposage ou de rejet des déchets. La partie supérieure de la maison longue servait également d’espace d’entreposage et de rangement. Des banquettes sont installées à une hauteur variable de 40 à 150 cm. L’espace sous les banquettes sert à entreposer le bois pour le foyer et des objets d’usage quotidien. Chaque foyer est utilisé par deux familles installées face-à-face dans la maison longue. Ces deux familles réunies par leur cohabitation forment un compartiment. Les compartiments sont généralement séparés par des cloisons, ce qui assure à chaque membre des familles une intimité relative. Les lits sont faits avec des branches, et sont superposés pour accueillir plus de membres.

## Site de Lanoraie
Le site archéologique de Lanoraie, qui se situe près de Montréal au Québec, possède encore des traces de maisons longues d’Iroquoiens du Saint-Laurent. Ce site se déploie dans un champ de montagne de sable, formé par le vent, à environ 1,5 km à l’ouest du village de Lanoraie et à un kilomètre au nord des rives actuelles du fleuve Saint-Laurent. L’environnement sablonneux de la région était avantageux pour l’horticulture telle que pratiquée  par les groupes autochtones sédentaires qui habitaient la région entre les années 1200 et 1600. Le site de Lanoraie a été découvert en 1927 par l'archéologue ontarien William Wintemberg. Une fouille intensive y a été faite durant trois ans à partir de 1970. Cette fouille a permis de trouver des traces d’une maison longue mesurant 29 mètres de long sur environ six mètres de large. 233 traces de piquets démontrent l’ampleur de la structure d’habitation. À l’intérieur, il y a sept foyers disposés à intervalle régulier ainsi que 140 fosses qui gravitent autour des zones de foyers. On retrouve des fosses contenant des concentrations de cendre et de charbon servant à la vidange des foyers, des fosses recelant des résidus culinaires, maïs ou restes osseux, des fosses renfermant des fragments de céramiques. De plus, certaines fosses étaient complètement vides, ce qui laisse présager que ces fosses étaient utilisées comme garde-mangers provisoires.